# Huron—Perth
Pour les articles homonymes, voir Huron (homonymie) et Perth.
Huron—Perth fut une circonscription électorale fédérale de l'Ontario, représentée de 1935 à 1953.
La circonscription d'Huron—Perth a été créée en 1933 avec des parties d'Huron-Sud et de Perth-Sud. Abolie en 1952, elle fut redistribuée parmi Huron et Perth.

## Géographie
En 1933, la circonscription d'Huron—Perth comprenait:
- Dans le comté de Perth:
  - Les cantons de Fullarton et d'Hibbert
- Dans le comté d'Huron:
  - Les cantons de Hullett, McKillop, Stanley, Tuckersmith, Hay, Stephen et Usborne

En 1947, le canton de Logan et le village de Mitchell dans le comté de Perth furent ajoutés à la circonscription.

## Députés
1. 1935-1949 — William Henry Golding, PLC
2. 1949-1953 — Andrew Young McLean, PLC

- PLC = Parti libéral du Canada